# Hollywood Multiplex
Hollywood Multiplex este un cinematograf multiplex cu 10 săli în București, România. A deschis primul cinematograf multiplex din România, în anul 2000, în București Mall, fiind urmat în 2002 de un alt multiplex, în Lotus Center, în Oradea. Multiplexul din Oradea a fost vândut către propietarul centrul comercial și redenumit Palace Cinema în 2013.
Hollywood Multiplex a fost fondat în Ungaria, unde a operat un lanț de multiplexuri. Compania a vândut multiplexurile din Ungaria catre alt lanț de cinematografe și au fost redenumite, iar în România, a devenit parte a grupului Media Pro în 2005, când a fost achiziționat de Pro Video, companie deținută de Media Pro. În 2014 a fost vândut către Gianina Eliana Ciobanu, directorul financiar al Pro Video.